# Episodi di Soul Eater
Questa è la lista degli episodi di Soul Eater, serie televisiva anime tratta dall'omonimo manga di Atsushi Ōkubo. Gli episodi sono diretti da Takuya Igarashi e prodotti da Bones, Aniplex, Dentsu, Media Factory, e TV Tokyo. Bones e Aniplex sono responsabili rispettivamente delle animazioni e delle musiche. Il primo episodio è andato in onda il 7 aprile 2008 su TV Tokyo. Gli episodi sono stati inoltre trasmessi su TV Aichi, TV Hokkaido, TV Osaka, TV Setouchi, e TVQ Kyushu Broadcasting. L'anime è stato trasmesso da TV Tokyo in due versioni: una il lunedì alle 18:00 e una replica di notte detta Soul Eater Late Show con nuove parti aggiunte all'inizio e alla fine della pausa pubblicitaria a metà dell'anime e le anticipazioni dell'episodio successivo diverse da quelle della versione delle 18. Dall'episodio 35 l'anime segue una strada del tutto diversa rispetto al manga, accorciando la durata della serie.
Sono state usate sei sigle, due opening e quattro ending. La prima sigla di apertura è Resonance di T.M.Revolution, utilizzata per gli episodi fino al trentesimo, mentre la seconda è Papermoon di Tommy Heavenly6, per gli episodi dal trentunesimo in poi. La prima sigla di chiusura è I Wanna Be degli Stance Punks fino al tredicesimo episodio, ed è stata di nuovo utilizzata per l'ultimo episodio; la seconda sigla di chiusura è Style di Kana Nishino per gli episodi dal quattordicesimo al ventiseiesimo, la terza sigla di chiusura è Bakusō yume uta (爆走夢歌?) di Diggy-MO' dei SOUL'd OUT dal ventisettesimo episodio fino al trentanovesimo e la quarta è Strength degli abingdon boys school, dal quarantesimo al cinquantesimo.
La serie è stata successivamente replicata dal 30 settembre 2010 al 31 marzo 2011 con il titolo Soul Eater Repeat Show (ソウルイーター リピートショー?, Souru Ītā Ripīto Shō). Per l'occasione sono state utilizzate nuove sigle: la prima sigla di apertura utilizzata è Counter Identity degli Unison Square Garden e la seconda è Ai ga hoshii yo (愛がほしいよ?) di Shion Tsuji usata dal tredicesimo episodio; la prima sigla di chiusura è Ao no kaori (碧の香り?) di Yui Makino e la seconda è Northern Lights degli How Merry Marry, anch'essa usata dal tredicesimo episodio. 
In Italia i diritti dell'anime sono stati acquistati dalla The Licensing Machine (divisione della Panini), ed è stato trasmesso su Rai 4 dal 2 settembre 2010 all'8 settembre 2011 a ritmo settimanale il giovedì sera con orario di inizio tra le 23:05 e le 00:05, mantenendo come sigle di apertura e chiusura le stesse della prima trasmissione originale.

## Episodi
| Nº | Titolo italiano Giapponese 「Kanji」 - Rōmaji - Traduzione letterale | In onda           | In onda           |
| Nº | Titolo italiano Giapponese 「Kanji」 - Rōmaji - Traduzione letterale | Giapponese        | Italiano          |
| 1  | L'eco dell'anima: Soul Eater, diventerai falce della morte? 「魂の共鳴 ～ソウル＝イーター、デスサイズになる？～」 - Tamashii no kyōmei ~Souru Ītā, desu saizu ni naru?~ – "L'eco dell'anima - Soul Eater, diventerai Death Scythe?" | 7 aprile 2008     | 2 settembre 2010  |
| 1  | Dopo aver catturato l'uovo di Kishin numero 99, Maka Albarn, maestra d'armi, e Soul Eater, la sua arma, devono catturare l'anima di una strega. I due tentano di prendere quella di Blair e, dopo alcuni tentativi, riescono nel loro obiettivo. Però, quando è ormai troppo tardi, Maka e Soul si accorgono che Blair è una gatta dai poteri magici e non una strega. Blair sopravvive in quanto i gatti hanno sette vite, mentre Soul e Maka devono quindi ripetere la cattura delle uova di Kishin dall'inizio. |                   |                   |
| 2  | Sono io la star! Entra in scena il più grande di tutti? 「俺こそスターだ！～最もビッグな男、ここに現る？～」 - Ore koso sutā da! ~Mottomo biggu na otoko, koko ni arawaru?~ – "Sono io la star! Si rivela l'uomo più big di tutti?" | 14 aprile 2008    | 9 settembre 2010  |
| 2  | Black Star, maestro d'armi, e Tsubaki, la sua arma, tentano di catturare Al Capone e i suoi uomini, divenuti tutti uova di Kishin, ma il ragazzo si fa scoprire e la coppia è costretta a scappare. Si scopre che i due non sono ancora riusciti a catturare nemmeno un uovo di Kishin. Quando viene a sapere dal sommo Shinigami che Al Capone è sulle tracce di una strega, Black Star decide di inseguirli nella speranza che Tsubaki possa divenire una Falce della Morte in un solo colpo (visto che gli uomini di Al Capone sono novantotto e con Al Capone e la strega si potrebbe completare la caccia). Raggiunta la base della strega, i due partner trovano tante uova di Kishin. Erano Al Capone e i suoi uomini, che erano stati eliminati dal guardiano che protegge la strega: Mifune. Black Star si batte contro di lui per l'anima della strega e, dopo un'iniziale sconfitta, con l'onda della propria anima, ha la meglio. Ma dopo aver scoperto che la strega è una bambina, preferisce lasciar perdere tutto e si ritira. |                   |                   |
| 3  | Il ragazzo perfetto: la splendida missione di Death The Kid? 「完璧なる少年? ～デス･ザ･キッドの華麗なるミッション？～」 - Kanpeki naru shōnen? ~Desu Za Kiddo no karei naru misshon?~ – "Il ragazzo perfetto? La magnifica missione di Death The Kid?" | 21 aprile 2008    | 16 settembre 2010 |
| 3  | Death the kid, un maestro d'armi fissato con la simmetria, accetta la missione alla piramide di Anubi dove una strega sta cercando di creare un esercito di mummie. Kid, giunto sul posto, scopre che la strega è stata divorata dal faraone Anubi, risvegliatosi proprio grazie alla strega. Kid inizialmente non reagisce agli attacchi di Anubi, in quanto questi è perfettamente simmetrico, ma quando si accorge che il volto del faraone in realtà è asimmetrico, lo annienta senza pietà grazie all'intervento delle sue armi: le gemelle Thompson. Nel frattempo Soul e Black Star cercano di capire chi abbia accettato la missione della piramide. I due scoprono che è stata affidata al figlio del Sommo Shinigami. |                   |                   |
| 4  | Attiva il Majogari! Un palpitante corso di recupero al Cimitero? 「魔女狩り発動!? ～ドキドキ墓場の補習授業?～」 - Majogari hatsudō!? ~Dokidoki hakaba no hoshū jugyō?~ – "Majogari attivo?! Din Don lezione supplementare al cimitero?" | 28 aprile 2008    | 23 settembre 2010 |
| 4  | Alla Shibusen gira voce che Sid, uno degli insegnanti della scuola, sia morto e che ora voglia che anche gli studenti seguano la sua fine. Scampando alla lezione tenuta dal provvisorio professore Spirit, Maka, Soul, Black Star e Tsubaki vengono mandati dal Sommo Shinigami a seguire un corso di recupero al cimitero. I quattro studenti devono sconfiggere lo zombie di Sid e capire chi lo abbia ridotto così. Sconfittolo, scoprono che il responsabile è Franken Stein un maestro d'armi che in passato era stato un allievo della Shibusen. Così Maka e gli altri raggiungono la casa di Stein. |                   |                   |
| 5  | La forma dell'anima: Arriva Franken Stein, il più forte Maestro D'armi? 「魂のかたち ～最強職人シュタイン登場?～」 - Tamashii no katachi ~Saikyō shokunin Shutain tōjō?~ – "La forma dell'anima - Arriva Stein, il più forte maestro d'armi?" | 4 maggio 2008     | 30 settembre 2010 |
| 5  | I quattro studenti raggiungono la casa di Stein, che sembra intenzionato a compiere un esperimento sui ragazzi. Soul, Maka, Tsubaki e Black Star lo affrontano senza avere successo. Si scopre che il padre di Maka era stato per cinque anni arma di Stein e quest'ultimo aveva condotto degli esperimenti su di lui. Vedendo il grande coraggio dei ragazzi, Stein dichiara finito il corso di recupero. In realtà era tutto programmato e Maka e gli altri rimangono senza parole. Il giorno successivo, i ragazzi scoprono che Stein ha sostituito Sid come loro insegnante. |                   |                   |
| 6  | La tanto discussa matricola. L'indimenticabile primo giorno di Kid alla Shibusen? 「噂の新入生！～想い出いっぱい、キッドの死武専初登校?～」 - Uwasa no shinnyūsei! ~Omoide ippai, Kiddo no Shibusen hatsu tōkō?~ – "Il nuovo studente! Primo giorno di Kid alla Shibusen, il pieno di ricordi?" | 11 maggio 2008    | 7 ottobre 2010    |
| 6  | Dopo aver fatto richiesta al padre Shinigami per cercare di aiutare Maka e gli altri nel corso di recupero, Death The Kid diventa uno studente della Shibusen. Tuttavia il primo giorno di scuola si presenta con tre ore di ritardo per aver sistemato in modo perfettamente simmetrico la carta igienica e, all'ingresso, viene ostacolato da Soul Eater e Black Star che per questa volta faranno coppia insieme in quanto il figlio del Sommo Shinigami ha portato via loro la scena. Kid, vedendo l'entrata spettacolare di Black Star che danneggia la simmetria della scuola, decide di accettare la sfida e, sotto la visione del professor Stein, di Maka e di Tsubaki, inizia lo scontro. Alla fine la battaglia finisce in "parità": Soul e Black Star a terra sconfitti e Kid svenuto perché nello scontro ha perso alcuni centimetri dei suoi capelli che hanno rotto la sua simmetria. Shinigami-sama viene a prendere Kid e Maka tenta di vedere quale sia l'aspetto della sua anima. Apparentemente crede che non ce l'abbia perché non la vede, ma in realtà viene mostrato che l'anima di Shinigami è grande quanto Death City. |                   |                   |
| 7  | Il terrore del Sangue Nero! C'è un'arma dentro Crona? 「黒血の恐怖 ～クロナの中に武器がいる?～」 - Kurochi no kyōfu ~Kurona no naka ni buki ga iru?~ | 18 maggio 2008    | 14 ottobre 2010   |
| 7  | Maka e Soul sono stati inviati a Firenze per una missione extra scolastica che consiste nello sconfiggere Sanson J, un pluriomicida divoratore di anime umane. Nel frattempo un gruppo di teppisti importuna un maestro d'armi nella Basilica di Santa Maria Novella, ma questi su ordine di un misterioso personaggio, li uccide tutti e fa ingoiare alla sua arma le loro anime. Maka e Soul, completata la missione, si accorgono di quanto è accaduto e si recano sul luogo dell'evento. Scoprono che il maestro d'armi si chiama Crona e che la sua arma, Ragnarok la spada demoniaca, è parte del suo corpo e che nelle sue vene scorre sangue nero. Essi sono molto vicini a diventare Kishin e per questo Maka li sfida per punirli. Tuttavia lo scontro procede a vantaggio di Crona che, grazie al sangue nero, non sente molto i colpi né subisce delle ferite. Quando Maka si trova in confusione e non sa più come agire, Crona tenta di ucciderla, ma Soul Eater difende la sua maestra d'armi facendosi ferire gravemente. |                   |                   |
| 8  | La strega Medusa! Colei che possiede un'anima malefica? 「魔女メデューサ ～大いなる凶(わる)き魂を持つ者?～」 - Majo Medyūsa ~Ōinaru waru ki tamashii o motsu mono?~ – "La strega Medusa! Un grande male prende possesso dell'anima di qualcuno?" | 25 maggio 2008    | 21 ottobre 2010   |
| 8  | Quando sembra la fine per Soul e Maka, giungono nella basilica il Dr. Stein e il padre di Maka Spirit, i quali capiscono le capacità del sangue nero. In tal modo Stein, sfruttando l'onda della sua anima, riesce a neutralizzare Crona scagliandolo fuori dall'edificio. Tuttavia entra in scena una misteriosa donna e la più malvagia delle streghe che manipola Crona, Medusa Gorgon. Essa però non ha intenzione di combattere e fugge portando via Crona con sé. Ritornati a casa, Soul viene ricoverato nell'infermeria della Shibusen e si scopre che il sangue nero ha infettato il suo corpo. |                   |                   |
| 9  | La leggenda della sacra spada! La grande avventura di Kid e Black Star? 「聖剣伝説 ～キッドとブラック☆スターの大冒険?～」 - Seiken densetsu ~Kiddo to Burakku☆Sutā no dai bōken~ | 2 giugno 2008     | 28 ottobre 2010   |
| 9  | Maka, dopo lo scontro con la spada demoniaca, è rimasta traumatizzata e non ha il coraggio di vedere la cicatrice di Soul. La ragazza si prefigge di diventare più forte e, da una discussione con il padre Spirit, scopre dell'infezione che ha colpito la sua arma. Nel frattempo Black Star viene mandato da Sid a sistemare la biblioteca, ma non ne ha nessuna voglia. In quel momento giunge Kid in cerca di un libro sulla leggendaria sacra spada Excalibur. Anche Black Star se ne interessa e i due maestri d'armi intraprendono un viaggio alla ricerca della leggendaria spada, la più potente arma esistente. Giunti a destinazione, i due trovano l'arma leggendaria, ma non si rivelerà affatto quello che speravano. Infatti, come rivela anche Stein, chiunque è in grado di impugnarla, ma non esiste nessuna anima in grado di sopportare la sua personalità. |                   |                   |
| 10 | Masamune, la lama incantata! La possessione di un'anima lacerata, un cuore che canta sotto la pioggia? 「妖刀マサムネ ～破れ憑依魂、雨に詠う心?～」 - Yōtō Masamune ~Yabure hyōi tamashii, ame ni utau kokoro?~ – "Masamune, la lama demoniaca! Un'anima lacerata, il canto della pioggia del cuore?" | 9 giugno 2008     | 4 novembre 2010   |
| 10 | Black Star e Tsubaki sono in missione per fermare Masamune, la lama incantata. Si recano quindi in un villaggio per cercarlo, ma si scopre essere uno dei luoghi attaccati dal Clan della Stella, famiglia originaria di Black Star. I due sono costretti a ritirarsi anche a causa della pioggia. Così Black Star racconta a Tsubaki della sua famiglia e di suo padre, White Star: essi erano un gruppo di mercenari assassini che uccidevano e divoravano anime umane e il padre di Black Star si riteneva che fosse l'incarnazione del demonio. La Shibusen era stata costretta a intervenire e aveva eliminato l'intero Clan, risparmiando solamente Black Star poiché era ancora troppo piccolo. Da allora il ragazzo ha vissuto sempre alla Shibusen. Cessata la pioggia, i due riescono a trovare Masamune, impossessatosi del corpo di un ragazzo del paese. Black Star lo affronta e lo mette al tappeto, permettendo a Tsubaki di combattere contro Masamune, suo fratello maggiore, all'interno del mondo delle armi. |                   |                   |
| 11 | Tsubaki, la camelia: cosa si cela oltre la tristezza? 「椿の花 ～悲しみを越えた先にあるもの？～」 - Tsubaki no hana ~Kanashimi o koeta saki ni aru mono?~ – "Il fiore della camelia - Cosa si nasconde dietro la tristezza?" | 16 giugno 2008    | 11 novembre 2010  |
| 11 | Si scopre che Tsubaki è diventata partner di Black Star con l'obiettivo di cercare e sconfiggere il fratello maggiore. Tsubaki e Masamune iniziano a scontrarsi, ma sembra che la partner di Tsubaki abbia la peggio. Nel frattempo Black Star protegge la lama incantata dai paesani, i quali iniziano a colpirlo ripetutamente ignorando che lui non sia più parte del Clan della Stella, bensì studente della Shibusen. Maka e gli altri con Shinigami e Stein seguono lo scontro dalla Camera della Morte e sono preoccupati. Durante lo scontro in un flashback viene mostrato come non ci fosse un buon rapporto tra i due fratelli e che Tsubaki, sebbene fosse la secondogenita della loro famiglia, aveva ottenuto tutte le trasformazioni dei Nakatsukasa, eccetto la lama incantata, del fratello Masamune. Rischiando di essere assorbita dal fratello, Tsubaki sconfigge Masamune e, con grande tristezza visto il pentimento in punto di morte del fratello, acquisisce la sua anima. Fuggiti dal villaggio e tornati alla Shibusen, Black Star e Tsubaki rinnovano il loro patto come partner e vengono accolti con grande gioia dai loro amici nella Camera della Morte. |                   |                   |
| 12 | Il coraggio per battere la paura. La grande determinazione di Maka? 「恐怖に負けない勇気 ～マカアルバーンの一大決心？～」 - Kyōfu ni makenai yūki ~Maka Arubān no ichidai kesshin?~ – "Il coraggio che non si arrende alla paura - La grande determinazione di Maka Albarn?" | 23 giugno 2008    | 18 novembre 2010  |
| 12 | Due streghe, Eruka Frog e Mizune, hanno una discussione con Medusa in cui le annunciano di essere scettiche nei confronti dei suoi esperimenti alla Shibusen. Successivamente, dopo una visita, Soul parla a Medusa del suo incubo ricorrente in cui, dopo aver parlato con un demonietto rosso, emerge dalle viscere di Maka (tale incubo è un effetto dell'infezione da parte del Sangue Nero). Maka, nel frattempo, dopo aver assistito all'allenamento di Black Star (per poter usare la Lama Incantata a piena potenza) si rimprovera, a causa della sua debolezza, di essere stata la causa della ferita di Soul e si ripromette di diventare più forte per fare in modo che una cosa del genere non accada mai più. Medusa viene attaccata da Eruka Frog e Miuzune, ma la strega di aver introdotto nel loro corpo dei serpenti magici che ubbidiscono ai suoi ordini durante il primo incontro. Mizune viene uccisa dal serpente, mentre Eruka riesce a scappare, ma viene raggiunta da Medusa. Per potersi liberare dei serpenti che ha in corpo, Eruka dovrà eseguire gli ordini di Medusa: il suo primo compito è infiltrarsi nella prigione delle Streghe e liberare il prigioniero noto come "numero 13". |                   |                   |
| 13 | Occhio del diavolo: Soul e Maka, la differenza della lunghezza dell'anima? 「魔眼の男 ～ソウルとマカ、ズレゆく魂の波長？～」 - Magan no otoko ~Souru to Maka, zure yuku tamashii no hachō?~ – "L'uomo con gli occhi del demonio - Soul e Maka, lunghezze d'onda discordanti?" | 30 giugno 2008    | 25 novembre 2010  |
| 13 | Eruka riesce a far fuggire "numero 13", detto "Occhio del Diavolo" dalla prigione e a condurlo da Medusa: in cambio, egli promette di uccidere i nemici della strega. Soul e Maka, per consolidare il legame delle loro anime, sono sottoposti da Stein a un esercizio difficilissimo che, se fallito, potrebbe invece desincronizzarle per sempre: devono dirsi l'uno i difetti dell'altra. Apparentemente l'esercizio sembra stupido, ma in realtà iniziano davvero a crearsi attriti tra i due partner. Successivamente, Maka e Soul vengono mandati insieme a Black Star e Tsubaki a Londra: sul ponte della città incontrano proprio Occhio del Diavolo, autoribattezzatosi Free (Libero, in inglese) per essere riuscito a evadere dopo duecento anni di prigionia nel carcere delle Streghe. Black Star lo attacca subito con Tsubaki in modalità Lama Oscura, ma sviene dopo dieci secondi a causa dell'enorme potere che deve sopportare quando brandisce questa arma. Maka e Soul affrontano da soli Free: egli si rivela essere un membro del Clan degli Immortali, di conseguenza non può essere ucciso in alcun modo. Inoltre è un licantropo: la sua trasformazione mette in seria difficoltà Maka che già fatica a brandire Soul a causa del contrasto creatosi tra le loro anime. Ciononostante, la ragazza riesce a ferire il nemico con la sua Majogari e a spingerlo giù dal ponte. Maka cade insieme a Free, ma viene salvata prima da Soul e poi da Black Star, rinvenuto. Maka e Soul ritornano ancora più affiatati, ma Maka nota che dopo aver attivato l'Eco dell'Anima ha sputato sangue nero. |                   |                   |
| 14 | Il super esame scritto: batticuore, eccitazione, nervoso, bugie? 「(超)筆記試験～ドキドキ、ワクワク、ソワソワ、ウソーン？～」 - (Chō) hikkishiken ~Dokidoki, wakuwaku, sowasowa, usōn?~ – "(Super) esame scritto! Batticuore, eccitazione, nervoso, bugie?" | 7 luglio 2008     | 2 dicembre 2010   |
| 14 | Gli studenti della Shibusen devono affrontare un esame scritto. Tutti cercano di prepararsi al meglio, eccetto Black Star che cerca di sottrarre le risposte nella casa di Stein. Il ragazzo però viene scoperto. Maka si piazza al primo posto, Tsubaki ottiene un buon punteggio, mentre Soul, Black Star, Kid, Liz e Patty devono ripetere l'esame. |                   |                   |
| 15 | Il drago nero che divora le anime: Liz tremante di paura e i suoi allegri compagni? 「魂を食う黒き龍 ～臆病リズと愉快な仲間たち？～」 - Tamashii o kū kuroki ryū ~Okubyō Rizu to yukai na nakamatachi?~ | 14 luglio 2008    | 9 dicembre 2010   |
| 15 | Death the Kid, Patty e Liz si recano alla ricerca di un drago nero che semina il panico, per poi scoprire che in realtà è una nave di trasporti per il Kishin. Verrà distrutto e saccheggiato da Crona. |                   |                   |
| 16 | Feroce scontro sulla nave fantasma! L'inferno nella mia testa? 「激闘！幽霊船 ～ボクの頭の中の地獄？～」 - Gekitō! Yūreisen ~Boku no atama no naka no jigoku?~ | 21 luglio 2008    | 16 dicembre 2010  |
| 17 | La leggenda della sacra spada 2! Che ne dite di ubriacarci, giocare d'azzardo e spassarcela? 「聖剣伝説2 ～飲む、打つ、買う、いっとく？～」 - Seiken densetsu ni ~Nomu, utsu, kau, ittoku?~ – "La leggenda della sacra spada 2! Bere, colpire, comprare, una virtù?" | 28 luglio 2008    | 13 gennaio 2011   |
| 17 | Ox Ford e la sua Arma vanno da Excalibur, in quanto devono stendere una relazione su di lui. La spada gli racconterà la storia della sua vita. |                   |                   |
| 18 | L'incubo Della Vigilia. E così, si alza il sipario? 「前夜祭の悪夢 ～そして幕は上がった？～」 - Zenyasai no akumu ~Soshite tobari wa agatta?~ – "Incubo al festival notturno - E l'inganno viene rivelato?" | 4 agosto 2008     | 20 gennaio 2011   |
| 18 | Alla Shibusen armi e maestri festeggiano la fondazione della scuola assieme al Sommo Shinigami. Ma durante la festa Stein, mentre balla con Medusa ha un dialogo con questi, nel quale scopre che Medusa è intenzionata a risvegliare il primo Kishin, custodito sotto la Shibusen. All'improvviso il maestro Sid torna, dopo essere sopravvissuto all'attacco della strega, e informa tutti del pericolo. Medusa e i suoi seguaci iniziano ad attuare il piano per risvegliare il Kishin, rinchiudendo tutti i presenti alla festa, compreso il Sommo Shingami. Il maestro Sid riesce però ad evitare che Maka, Soul, Black Star, Tsubaki, Kid, le sorelle Thompson e Stain rimangano sotto la barriera. Questo gruppo quindi si avvia verso i sotterranei della scuola, per impedire che Medusa riesca nel suo intento. |                   |                   |
| 19 | Inizia la battaglia sotterranea. Superiamo il Vector Arrow di Medusa? 「開始、地下攻防戦 〜突破せよ、メデューサのベクトルアロー?～」 - Kaishi, chika kōbōsen ~Toppaseyo, Medyūsa no Bekutoru Arō?~ – "Inizia la battaglia sotterranea - Sfondamento, il Vector Arrow di Medusa?" | 11 agosto 2008    | 27 gennaio 2011   |
| 20 | La battaglia dell'eco del Sangue Nero! La grande lotta di una piccola anima contro la paura? 「黒血の共鳴戦！～恐怖に刃向かう小さな魂の大奮闘？～」 - Kurochi no kyōmei ikusa! ~Kyōfu ni hamukau chiisana tamashii no taifuntō?~ | 18 agosto 2008    | 3 febbraio 2011   |
| 20 | Soul e Maka si trovano a fronteggiare la forza di Crona e la sua arma Ragnarok. I due, sbaragliati dalla forza del loro avversario, cedono alla tentazione del demone impiantato nelle loro menti tramite il sangue nero ed accettano il suo compromesso cedendo alla follia. Nel frattempo Stein e Falce della morte si preparano a combattere contro Medusa. |                   |                   |
| 21 | La Mia Anima lo Raggiungerà! Un cuore assetato in una solitudine insopportabile? 「届け、私の魂 ～乾いた心、たまらない孤独の中で…？～」 - Todoke, watashi no tamashii ~Kawaita kokoro, tamaranai kodoku no naka de...?~ – "Cronache della mia anima - Un cuore arido in un'insopportabile solitudine tra noi...?" | 25 agosto 2008    | 10 febbraio 2011  |
| 22 | Il santuario del sigillo. La trappola preparata dall'uomo immortale? 「封印の社 ～不死身の男が仕掛けたからくり？～」 - Fūin no yashiro ~Fujimi no otoko ga shikaketa karakuri?~ – "Il Santuario del Sigillo - L'allestimento del meccanismo dell'uomo immortale?" | 1º settembre 2008 | 17 febbraio 2011  |
| 23 | Dead or alive! La rinascita tra le illusioni? 「デッド オア アライブ！～復活と幻覚の狭間で？～」 - Deddo oa araibu! ~Fukkatsu to genkaku no hazama de?~ – "Dead or alive! Risveglio con interludio illusorio?" | 8 settembre 2008  | 24 febbraio 2011  |
| 24 | La battaglia delle divinità! Death City rischia il collasso? 「神々の闘い ～デスシティ崩壊の危機に？～」 - Kamigami no tatakai ~Desushiti hōkai no kiki ni?~ – "Scontro tra Dei! Crisi e caduta di Death City?" | 15 settembre 2008 | 3 marzo 2011      |
| 25 | Il raduno delle Falci della morte! Impedire la ricollocazione di papà? 「召集！デスサイズス ～ふせげパパの人事異動!!?～」 - Shōshū! Desu Saizusu ~Fusege papa no jinjiidō!!?~ – "Il raduno delle Death Scythe! Impedire la ricollocazione di papà?" | 22 settembre 2008 | 10 marzo 2011     |
| 26 | La felice ed imbarazzante esperienza dell'iscrizione! Un aiuto sincero per cominciare una nuova vita alla Shibusen? 「嬉し恥ずかし体験入学！～死武専新生活応援フェア開催中？～」 - Ureshi hazukashi taiken nyūgaku! ~Shibusen shinseikatsu ōen fea kaisaichū?~ | 29 settembre 2008 | 17 marzo 2011     |
| 26 | Crona diventa uno degli studenti della Shibusen. Dopo aver cominciato ad ambientarsi, si reca in Repubblica Ceca con Maka e Soul per calmare un golem impazzito. Tuttavia ciò sembra rivelarsi una trappola tesa dall'Aracnophobia. |                   |                   |
| 27 | Ottocento anni di istinto omicida. L'avvento della Strega Eretica? 「800年の殺意 ～異端の魔女降臨？～」 - Happiaku-nen no satsui ~Itan no majo kōrin?~ | 6 ottobre 2008    | 24 marzo 2011     |
| 28 | Il ritorno del Dio della Spada. Un sapore dolce o salato vi aspetta? 「剣神立つ ～味は甘いかしょっぱいか？～」 - Kenshi tatsu ~Aji wa amai ka shoppai ka?~ – "Il ritorno della spada santa - Il sapore è dolce o salato?" | 13 ottobre 2008   | 31 marzo 2011     |
| 29 | La rinascita di Medusa. Ragno e serpente, una riunione predestinata? 「剣復活のメデューサ！～蜘蛛と蛇、因縁の再会？～」 - Fukkatsu no Medyūsa! ~Kumo to hebi, innen no saikai?~ | 20 ottobre 2008   | 7 aprile 2011     |
| 30 | L'incandescente corsa del treno espresso! L'artefatto demoniaco abbandonato dal grande stregone? 「灼熱の暴走特急！～大魔導師が残した魔道具？～」 - Shakunetsu no bōsō tokkyū! ~Daima dōshi ga nokoshita madōgu?~ | 27 ottobre 2008   | 14 aprile 2011    |
| 31 | Arida felicità. Di chi sono le lacrime che brillano al chiaro di luna? 「涸れた幸福 ～月明かりに光るのは誰の涙？～」 - Kareta kōfuku ~Getsumeikari ni hikaru no wa dare no namida?~ | 3 novembre 2008   | 21 aprile 2011    |
| 32 | La leggenda della Sacra Spada 3. La storia del bullo della Shibusen? 「聖剣伝説3 ～死武専番長物語？～」 - Seiken densetsu san ~Shibusen banchō monogatari?~ | 10 novembre 2008  | 28 aprile 2011    |
| 32 | Hiro, in quanto considerato da tutti un perdente alla Shibusen, diventa il Maestro D'armi di Excalibur. All'inizio viene sfidato da Black Star, Death The Kid e Kirikou Run, però questi ultimi vengono sconfitti dalla potenza di Excalibur ed Hiro diventa il bullo della Shibusen. Inoltre egli riesce ad eseguire tutti i 1000 compiti che bisogna fare perché Excalibur rimanga la sua Arma. Tuttavia, quando tutto sembrava andare bene, Hiro riporta Excalibur dov'era, in quanto starnutiva e faceva versi tutto il tempo. |                   |                   |
| 33 | Risonanza a catena. Suonare la melodia delle anime? 「共鳴連鎖 ～奏でろ、魂たちの旋律？～」 - Kyōmei rensa ~Kanadero, tamashii tachi no senritsu?~ | 17 novembre 2008  | 5 maggio 2011     |
| 33 | Stein raduna Maka, Black Star e Death The Kid con le rispettive Armi, per farli eseguire l'esercizio della risonanza a catena. I primi due tentativi non riescono perché l'anima di Black Star è in anticipo rispetto a quelle di Maka e Kid,e questo crea un litigio tra Maka e Black Star. Solo dopo una discussione con Tsubaki, Maka capisce quello che le aveva detto Stein in precedenza, e fa pace con Black Star. Dopo un terzo tentativo l'esercizio riesce e Stein nomina Maka capo della squadra. Intanto Mosquito dichiara a tutti i sottoposti dell'Arachnophobia che è guerra con la Shibusen. |                   |                   |
| 34 | La contesa del Brew. Scontro Shibusen contro Arachnofobia? 「BREW争奪戦！～激突、死武専vsアラクノフォビア？～」 - BREW sōdatsusen! ~Gekitotsu, Shibusen tai Arakunofobia?~ – "La contesa del Brew! Scontro, Shibusen vs. Arachnophobia?" | 24 novembre 2008  | 12 maggio 2011    |
| 34 | Comincia la battaglia per il possesso del Brew in un'isola dell'Alaska. Marie e Stein entrano nel campo magnetico, però, quando passano 15 minuti, Maka, Black Star e Kid decidono di disobbedire agli ordini di Marie e di Stein e entrano nel campo, coperti da Ox, Kilik e Kim. Appena entrati nel campo, Maka, Black Star e Kid trovano solo immagini del fatto in passato che ha dato origine al campo magnetico. |                   |                   |
| 35 | Uragano Mosquito, il mondo dei giorni passati. Il tempo limite è 10 minuti? 「嵐のモスキート！～在りし日の世界、制限時間は10分？～」 - Arashi no Mosukīto! ~Arishi hi no sekai, seigen jikan wa juppun?~ – "Mosquito della tempesta! Il mondo dei giorni passati, il tempo limite è 10 minuti?" | 1º dicembre 2008  | 19 maggio 2011    |
| 35 | Continua lo scontro per il possesso del Brew. Tuttavia la Shibusen si ritira dopo aver ricevuto il segnale di ritirata. Maka, Black Star e Kid trovano Marie e Stein, che escono dal campo magnetico, e decidono di recuperare al posto loro il Brew. Vedendo uscire solo Marie e Stein, Ox e Kilik entrano nel campo per aiutare Maka e gli altri, nonostante le minacce di Marie. Intanto Maka, Black Star e Kid si scontrano con Lord Mosquito, ma durante lo scontro appare Eibon. Soul decide di far risonare le anime attraverso il pianoforte, poiché Lord Mosquito è in vantaggio. |                   |                   |
| 36 | Eco delle sette anime disattivato.Il concerto della creazione e della distruzione? 「放て、７人の共鳴連鎖！～破壊と創造の演奏会？～」 - Hanate, shichi-nin no kyōmei rensa! ~Hakai to sōzō no ensōkai?~ – "Liberati, eco a catena di sette persone! Il concerto della distruzione e della creazione?" | 8 dicembre 2008   | 26 maggio 2011    |
| 36 | Maka, Black Star e Kid sconfiggono Mosquito grazie alla reazione a catena e al suono del piano di Soul. Maka usa per la prima volta il Majingari. I tre vengono trovati da Ox e Kilik, escono dal campo magnetico e vengono abbracciati da Marie; nello stesso istante arrivano Sid, Neygus e Justin e tutti ritornano alla Shibusen. Maka fa rapporto a Shinigami su come è andata la missione, mentre Mosquito e Arachne scoprono che il Brew è inutilizzabile. Intanto Elka porta a Medusa il vero Brew funzionante. |                   |                   |
| 37 | Il primo caso del grande investigatore! Kid svelerà i segreti della Shibusen? 「名探偵第一の事件 ～キッドが暴く死武専の秘密？～」 - Meitantei daiichi no jiken ~Kiddo ga abaku Shibusen no himitsu?~ | 15 dicembre 2008  | 2 giugno 2011     |
| 37 | Alla Shibusen, il morale è a terra per non aver recuperato il Brew. Maka, dopo aver chiesto a Shinigami cos'è l'onda anti-demone, si allena con Soul, per riuscire a riusare il Majingari, la tecnica di sua madre. Kid, nel frattempo, vuole indagare sul perché suo padre, Shinigami, cerca gli artefatti di Eibon, chiedendo delle risposte al Dr.Stein, ma non ottiene il suo intento. Intanto il responsabile dell'Oceania, BJ il Pestatalpe, arriva alla Shibusen. |                   |                   |
| 38 | La tentazione di Asura! L'incontenibile collera del più grande? 「修羅への誘惑 ～ビッグな男の抑えられない苛立ち？～」 - Shura e no yūwaku ~Biggu na otoko no osaerarenai iradachi?~ – "La tentazione di Asura! L'icredibile collera dell'uomo big?" | 22 dicembre 2008  | 9 giugno 2011     |
| 39 | La fuga di Crona! Fai un sorriso, per favore? 「クロナ、逃亡～ください、君の微笑み？～」 - Kurona, tōbō ~Kudasai, kimi no hohoemi?~ – "Crona, fuga - Per favore, un tuo sorriso?" | 5 gennaio 2009    | 16 giugno 2011    |
| 40 | Si ridanno le carte. Medusa si arrende alla Shibusen? 「切られたカード ～メデューサ、死武専に投降する？～」 - Kirareta kādo ~Medyūsa, Shibusen ni tōkō suru?~ | 12 gennaio 2009   | 23 giugno 2011    |
| 41 | Gira e rigira. Il dottore balla in un nuovo mondo? 「クルクルクルル ～博士は踊る、新しき世界？～」 - Kurukuru kururu ~Hakase wa odoru, atarashiki sekai?~ | 19 gennaio 2009   | 30 giugno 2011    |
| 42 | Assalto al castello di Baba Yaga. Perché è così poco chiaro? 「進撃！ババ・ヤガーの城 ～なんかモヤモヤする？～」 - Shingeki! Baba Yagā no shiro ~Nanka moyamoya suru?~ | 26 gennaio 2009   | 7 luglio 2011     |
| 43 | L'ultimo artefatto demoniaco. Mission impossible per un Kid disarmato? 「最後の魔道具 ～武器無しキッドのミッションインポッシブル？～」 - Saigo no madōgu ~Buki nashi Kiddo no misshon inposshiburu?~ | 2 febbraio 2009   | 14 luglio 2011    |
| 44 | La determinazione di quel vigliacco di Crona. Per te che sei sempre dalla mia parte? 「弱虫クロナの決意 ～いつもそばにいてくれた君に？～」 - Yowamushi Kurona no ketsui ~Itsumo soba ni ite kureta kimi ni?~ | 9 febbraio 2009   | 21 luglio 2011    |
| 45 | La lunghezza d'onda anti-demone. Attacco feroce: la furia del Majingari? 「退魔の波長 ～猛攻、怒りの魔人狩り？～」 - Taima no hachō ~Mōkō, ikari no Majin Gari?~ | 16 febbraio 2009  | 28 luglio 2011    |
| 46 | Guerriero o demonio? Lo scontro finale: Mifune vs. Black Star? 「武か修羅か ～決戦、ミフネvsブラック☆スター?～」 - Buka shura ka ~Kessen, Mifune vs. Burakku Sutā?~ | 23 febbraio 2009  | 4 agosto 2011     |
| 47 | Un capovolgimento miracoloso. Vola! Il nostro Robot di Death City? 「奇跡のちゃぶ台返し ～僕らのデス・シティーロボ?～」 - Kiseki no chabudaigaeshi ~Bokura no Desu Shitī robo?~ – "Il miracoloso ribaltamento del tavolo da tè - Il nostro robot-Death City?" | 2 marzo 2009      | 11 agosto 2011    |
| 48 | La Falce della Morte del Sommo Shinigami. Che cosa ci riserva il domani? 「武器(デスサイズ)を持った死神様 ～一寸先はヤミだらけ?～」 - Desusaizu o motta Shinigami-sama ~Chotto saki wa yami darake?~ – "Il Sommo Shinigami che ha portato la Death Schyte - Che cosa ci riserva il domani?" | 9 marzo 2009      | 18 agosto 2011    |
| 49 | Il risveglio di Asura. L'arrivo della fine del mondo? 「阿修羅覚醒 ～世界の行き着く果てへ？～」 - Ashura kakusei ~Sekai no ikitsuku hate e?~ | 16 marzo 2009     | 25 agosto 2011    |
| 50 | O la va o la spacca! L'uomo che trascende gli Dei? 「イチかバチか?! ～神を超える男たち？～」 - Ichi ka bachi ka?! ~Kami o koeru otokotachi?~ – "O la va o la spacca?! - Gli uomini che superano gli dei?" | 23 marzo 2009     | 1º settembre 2011 |
| 51 | La parola d'ordine è Coraggio! 「合言葉は勇気！」 - Aikotoba wa yūki! | 30 marzo 2009     | 8 settembre 2011  |